# Última Parada 174
Ultima Parada 174 è un film del 2008 diretto da Bruno Barreto.
Pellicola brasiliana sceneggiata da Bráulio Mantovani, è basata sulla storia vera del sequestro dell'autobus di linea 174 il 20 giugno del 2000 a Rio de Janeiro. La stessa vicenda è stata trattata nel documentario Ônibus 174 del 2002.